# Wijken en buurten in Oudewater
De Nederlandse gemeente Oudewater is voor statistische doeleinden onderverdeeld in wijken en buurten. De gemeente is verdeeld in de volgende statistische wijken:
- Wijk 00 Oudewater (CBS-wijkcode:058900)
- Wijk 01 Hoenkoop (CBS-wijkcode:058901)
- Wijk 02 Snelrewaard (CBS-wijkcode:058902)
- Wijk 03 Driebruggen-Zuid (CBS-wijkcode:058903)

Een statistische wijk kan bestaan uit meerdere buurten. Onderstaande tabel geeft de buurtindeling met kentallen volgens het Centraal Bureau voor de Statistiek (2008):
| CBS-buurtcode | Buurtnaam                   | Inwonertal | Opp. totaal (ha) | Opp. land (ha) | Ligging                |
| ------------- | --------------------------- | ---------- | ---------------- | -------------- | ---------------------- |
| BU05890000    | Oudewater                   | 2010       | 55               | 50             | Locatie in de gemeente |
| BU05890001    | Brede Dijk                  | 2780       | 81               | 80             | Locatie in de gemeente |
| BU05890002    | Klein Hekendorp             | 1660       | 107              | 106            | Locatie in de gemeente |
| BU05890100    | Hoenkoopse Buurtweg         | 260        | 644              | 627            | Locatie in de gemeente |
| BU05890101    | Goudse Straatweg            | 490        | 21               | 20             | Locatie in de gemeente |
| BU05890109    | Verspreide huizen Rozendaal | 150        | 212              | 209            | Locatie in de gemeente |
| BU05890200    | Snelrewaard                 | 470        | 673              | 661            | Locatie in de gemeente |
| BU05890201    | Lange Linschoten            | 650        | 698              | 688            | Locatie in de gemeente |
| BU05890202    | Snelrewaard-West            | 240        | 8                | 8              | Locatie in de gemeente |
| BU05890300    | Hekendorp                   | 490        | 96               | 91             | Locatie in de gemeente |
| BU05890301    | Papekop                     | 120        | 13               | 12             | Locatie in de gemeente |
| BU05890302    | Hekendorpse buurt           | 200        | 354              | 350            | Locatie in de gemeente |
| BU05890303    | Ruigeweide                  | 170        | 638              | 622            | Locatie in de gemeente |
| BU05890304    | Diemerbroek                 | 160        | 280              | 275            | Locatie in de gemeente |
| BU05890305    | Papekopperstraatweg         | 70         | 135              | 134            | Locatie in de gemeente |